# Batalha do Ródano
A Batalha do Ródano foi travada durante a Segunda Guerra Púnica. O exército cartaginês, liderado por Aníbal, em sua marcha em direção à península Itálica, no outono de 218 a.C., enfrentou um exército da tribo gaulesa dos volcas na margem oriental do rio Ródano, possivelmente perto de Aráusio. Os pró-romanos volcas, agindo em nome do exército romano acampado na margem oriental, perto de Massília, tinha como missão evitar que os cartagineses atravessassem o rio. Imaginando um plano para contornar os volcas, os cartagineses, antes de atravessarem o rio para atacar os gauleses, enviaram um destacamento rio acima, liderado por Hanão, para cruzar em um ponto diferente e para assumirem uma posição de combate atrás dos gauleses. Aníbal liderou o exército principal através do rio depois de Hanão ter enviado sinais de fumaça de que a emboscada estava armada. Conforme os gauleses se juntavam para enfrentar as forças de Aníbal, Hanão atacou-as por trás e acabou debandando completamente seu exército. Embora a batalha não tenha sido travada contra um exército romano, o resultado da batalha teve um profundo efeito sobre os resultados subsequentes da guerra. Se os cartagineses tivessem sido impedidos de atravessar o Ródano, a invasão da Itália em 218 a.C. possivelmente não teria acontecido. Esta foi a primeira grande batalha travada por Aníbal foram da Península Ibérica.

## Preparativos

### Romanos
Tanto Cartago e Roma estavam em processo de mobilizar seus recursos para a iminente guerra. Aníbal comandava as forças cartaginesas enquanto o Senado Romano decidia a melhor forma de empregar as legiões romanas.
A marinha romana já havia sido mobilizada em 218 a.C., com 220 quinquerremes, com base nos 160 + 60 que transportaram as tropas romanas em 218 a.C. mencionados por Políbio. Lívio, por outro lado, afirma que o Senado votou pelo lançamento de 225 naus de guerra e mais 20 galés ligeiras, talvez como preparativo para a Segunda Guerra Ilíria (220-219 a.C.). O cônsul Tibério Semprônio Longo recebeu o comando de duas legiões — 8 000 soldados e 600 cavaleiros, além de 16 000 soldados e mais 1 800 cavaleiros aliados  — com ordens de navegar para a Sicília romana com 160 navios de guerra e 12 galés ligeiras. De lá, ele deveria partir para a África (nunca conseguiu) se o outro cônsul, Públio Cornélio Cipião, conseguisse evitar a invasão de Aníbal. Cipião recebeu também duas legiões, de tamanho equivalente, com 14 000 soldados e 1 600 cavaleiros com 65 navios de guerra para o transporte. Além disto, Lúcio Mânlio recebeu duas legiões com 10 000 soldados e 1 000 cavaleiros
No norte da Itália, os gauleses boios e ínsubres atacaram os colonos das novas cidades romanas de Placência e Cremona e os cercaram, juntamente com uma pequena guarnição romana, em Mutina. Uma das duas legiões e um destacamento aliado, originalmente destinado a Cipião, foi redirecionado para libertar Mutina sob a liderança do pretor Lúcio Mânlio Vulsão. Em paralelo, Cipião recuou para Placência depois da Batalha de Ticino e para Cremona depois da Batalha do Trébia. Uma nova legião, juntamente com um novo contingente de tropas aliadas, foi alistado para substituir este destacamento, o que atrasou a partida de Cipião.

### Cartagineses
Aníbal enviou seu exército para seus acampamentos de inverno depois do Cerco de Sagunto. Quando o exército se reuniu novamente, no verão de 218 a.C., Aníbal deixou 15 000 soldados e 21 elefantes na Ibéria cartaginesa sob a liderança de Asdrúbal, enviou 20 000 soldados para a África, incluindo 4 000 para guarnecer a própria Cartago. O exército que marchou para a Itália a partir de Cartago Nova supostamente tinha mais de 90 000 homens, 12 000 cavaleiros e 37 elefantes &,dash; relatados por Apiano, mas não mencionados por Políbio ou Lívio, o que gerou especulações de que os animais poderiam ter sido levados até Ampúrias por mar. O contingente ibero da marinha cartaginesa chegou a 50 quinquerremes (dois quais 32 estavam adequadamente tripulados) e cinco trirremes, que permaneceram vigiando águas locais. Cartago mobilizou pelo menos 55 quinquerremes para a realização de raides imediatos na Itália e na Sicília.

## Travessia e batalha

### Prelúdio
Aníbal partiu de Nova Cartago em maio e dividiu seu exército em três colunas, atravessou o rio Ebro e conquistou a região entre os Pirenéus, o Ebro e o Siccle depois de uma campanha de quase dois meses. Antes de atravessar os Pirenéus, Aníbal deixou Hanão com 11 000 soldados para vigiar o recém-conquistado território e também a bagagem mais pesada, liberando 10 000 dos mais relutantes soldados do fardo da invasão. Aníbal utilizou de diplomacia para pacificar as tribos gaulesas além dos Pirenéus e sua marcha não sofreu oposição até alcançar o território dos volcas, às margens do Ródano, no final de setembro. Naquele momento, o exército já havia encolhido para 38 000 soldados e 8 000 cavaleiros. Depois de alcançar a margem ocidental do rio, Aníbal decidiu deixar suas tropas descansarem por três dias enquanto se coletavam navios e construíam-se balsas para apoiar na travessia. Embora os volcas habitassem as duas margens, eles haviam recuado para a margem oriental antes da chegada dos cartagineses e ali estavam acampados na expectativa da travessia inimiga.
Aníbal colocou Hanão, filho da Bomílcar, no encargo de uma coluna formada por infantaria e cavalaria na terceira noite e enviou esta força rio acima, na escuridão da noite, para encontrar um outro local para a travessia. Guiado por locais, Hanão localizou um vau a cerca de 40 quilômetros ao norte do acampamento cartaginês, perto de uma "ilha", e conseguiram atravessar sem serem detectados com a ajuda de balsas improvisadas. Alguns iberos cruzaram o rio utilizando peles de animais infladas como boias. Este destacamento descansou por um dia e depois marchou para o sul na noite seguinte (a segunda depois da travessia do exército principal) e chegou na retaguarda dos volcas ao amanhecer.

### Batalha

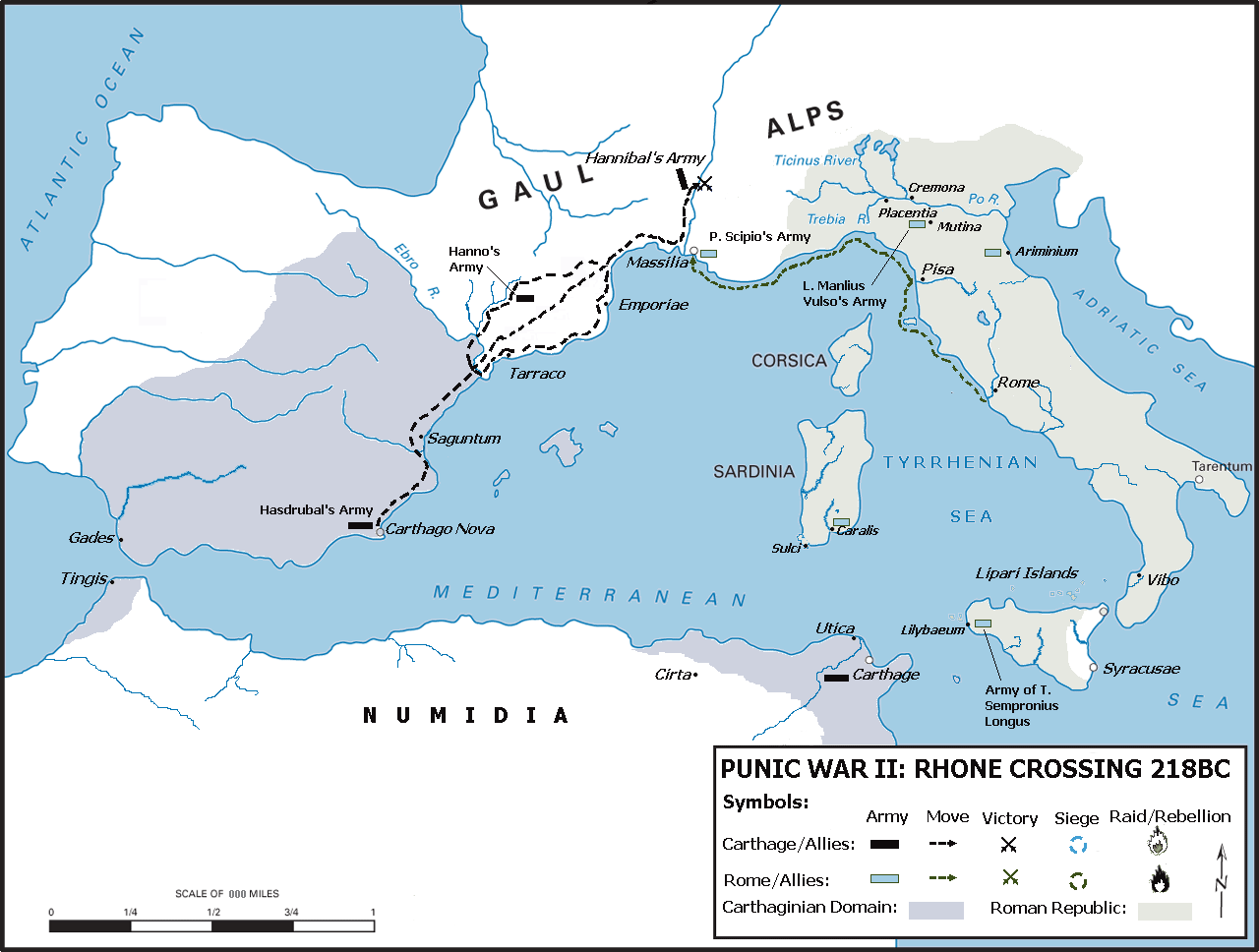
Mapa da grande marcha de Aníbal para invadir a Itália em

Hanão sinalizou a Aníbal acendendo uma pira e utilizando sua fumaça e o principal exército cartaginês começou a atravessar o rio, com mais de mil metros de largura. As balsas que levavam a cavalaria númida estavam mais acima  enquanto que os navios levando a cavalaria desmontada vinha logo abaixo, com três ou quatro cavalos enfileirados e amarrados aos barcos. Estes aguentaram o pior da corrente do rio enquanto a infantaria, em canoas leves, vinham mais abaixo. Alguns soldados podem ter cruzado o rio nadando e o próprio Aníbal estava entre os primeiros a cruzar. O resto do exército cartaginês se juntaram na margem ocidental para vibrar com seus colegas enquanto aguardavam a oportunidade para atravessar.
Os gauleses, vendo os navios sendo lançados, se juntaram na margem oriental para atacar os cartagineses. Uma batalha começou na margem leste, mas os cartagineses conseguiram estabelecer uma cabeça de ponte. Hanão, sincronizando seu ataque, enviou parte de suas forças para incendiar o acampamento dos volcas enquanto o resto de suas forças caíram sobre a retaguarda dos gauleses justamente quando Aníbal estava lutando para consolidar a cabeça de ponte. Alguns gauleses voltaram para defender o acampamento enquanto outros imediatamente se desesperaram e fugiram. Não demorou para todo o exército gaulês debandar e fugir.

### Consequências
A maior parte do exército cartaginês atravessou o rio no dia da batalha utilizando balsas, barcos e canoas em várias ondas. Aníbal garantiu que seus elefantes atravessassem no dia seguinte, seja utilizando balsas cobertas de terra ou nadando. Quando o exército se reuniu na margem esquerda, batedores foram enviados, pois Aníbal recebeu notícias de que uma frota romana havia chegado a Massília. Um grupo de númidas chegou a encontrar um grupo de cavalaria romano-gaulês, mas recuou depois uma pequena escaramuça.
Públio Cipião havia partido de Pisa e alcançou Massília depois de navegar por cinco dias pela costa da Ligúria, onde desembarcou seu exército. Ao saber pelos locais que Aníbal já havia cruzado para a Gália, enviou 300 cavaleiros e alguns mercenários gauleses para a margem oriental do Ródano para localizar o exército cartaginês. Estas tropas encontraram e dispersaram o mencionado grupo de cavaleiros númidas que estavam em missão de exploração para Aníbal e conseguiram localizar o acampamento cartaginês.
Depois disto, Cipião carregou sua bagagem mais pesada nos navios e marchou para o norte para enfrentar Aníbal. Apesar de sua superioridade numérica em relação a Cipião neste ponto, Aníbal decidiu avançar em direção aos Alpes e começou a marchar para o norte seguindo a margem leste do Ródano. Cipião chegou até o acampamento cartaginês abandonado e, sabendo que Aníbal tinha uma vantagem de três dias de marcha, retornou para Massília. Ele colocou o exército sob o comando de seu irmão, Cneu Cornélio Cipião Calvo, que era seu legado, e ordenou que ele navegasse para a Hispânia enquanto ele próprio retornou para Itália para organizar a defesa contra a iminente invasão de Aníbal.

## Local
Os historiadores discordam sobre a localização específica deste combate, identificando vários locais como Bourg-Saint-Andéol, Beaucaire e Fourques, no Ródano, com base em diferentes hipóteses. Políbio identifica o local da batalha como estando a quatro dias de marcha do mar. Assumindo um limite de 12-16 quilômetros de marcha por dia para o exército cartaginês, o local ficava provavelmente entre Avinhão e Orange (a antiga Aráusio), no curso superior do rio Durance, especialmente com base no traçado antigo da costa, que avançou desde então para o sul por causa do assoreamento do Ródano desde 218 a.C..

## Soldados desaparecidos de Aníbal
Aníbal pode ter mobilizado 137 000 soldados (102 000 de Aníbal, 15 000 de Asdrúbal, 20 000 na África) antes de partir para Itália. Depois de subjugar as terras ao norte do Ebro, na moderna Catalunha, Aníbal deixou ali, com Hanão, 11 000 e libertou outros 10 000. Seu exército tinha 59 000 quando cruzou os Pirenéus, o que deixa uma lacuna de 22 000 soldados desaparecidos desde a travessia do Ebro, sem informação alguma sobre seu destino. No Ródano, Aníbal tinha 46 000 soldados disponíveis; outros 13 000 desapareceram, embora o exército não tenha lutado batalha alguma entre os Pirenéus e o Ródano. Quando o exército cartaginês finalmente chegou à Itália, supsotamente tinha 26 000. O exército cartaginês teria perdido 75% de sua força inicial durante a viagem para a Itália. A causa desta drástica redução já recebeu diversas explicações: deserção em massa de novos recrutas, grande número de baixas na Catalunha por causa de ataques a cidades muradas, guarnições deixadas em partes da Gália, condições severas no inverno nos Alpes e a própria falta de credibilidade dos números fornecidos por Políbio.
Hans Delbruck propôs outra hipótese: Aníbal teria mobilizado um total de 82 000 e não 137 000. Depois de deixar 26 000 na Ibéria (com Asdrúbal e Hanão) e libertando 10 000 antes de cruzar os Pirenéus, Aníbal chegou à Itália com pelo menos 34 000 soldados. A diferença foi perdida em batalhas ou nos Alpes. A base desta teoria é:
- Aníbal não recebeu tropas africanas ou iberas como reforços antes de 215 a.C., quando Bomílcar desembarcou com 4 000 númidas em Lorcas.
- Na Batalha do Trébia, mencionou-se 8 000 fundeiros e outros da infantaria leve de origens não celta/gaulesa e nem italianas.

Dado que Aníbal tinha pelo menos 6 000 cavaleiros, 20 000 soldados na infantaria pesada e 8 000 na infantaria ligeira antes dos gauleses se juntarem a ele, um total de 34 000 soldados chegaram com ele na Itália.